# 지진공백역

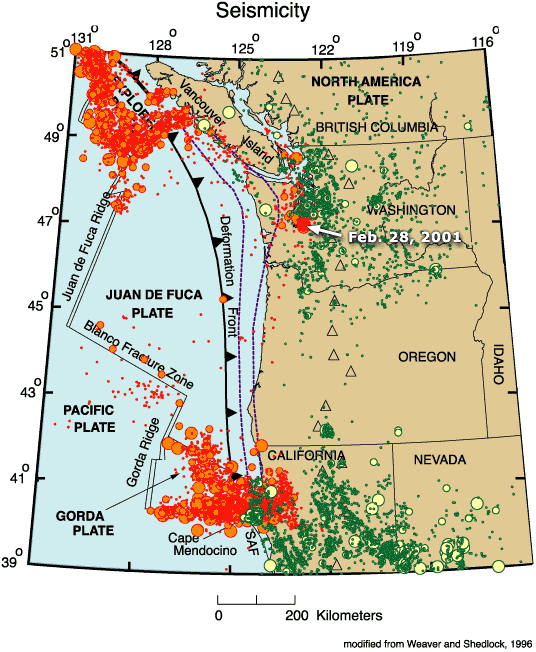
후안데푸카판과 북아메리카판의 수렴대 지역의 지질 지도. 빨간 점은 지진이 일어난 지점인데, 가운데 캐스캐디아 섭입대 지역은 지진이 일어나지 않는 제1종 공백역 지역이다.

지진공백역(地震空白域, Seismic gap)은 과거에 지진 활동이 있었음에도 불구하고 장기간 지진 활동이 없었거나 앞으로 당분간 지진 활동이 없을 것으로 보이는 지역을 의미한다. 진도를 기준으로 하는 것이 아닌, 지진 규모를 기준으로 계산하기 때문에 강한 흔들림이 있었던 지진이 일어난 곳이라고 해도 지진공백역이라고 말할 수 있다. 오랜 시간을 거치면 특정 단층 세그먼트의 변위는 단층 나머지에서 발생한 변위와 같아야 한다는 가설 혹은 이론이 있는데 이에 따라 특정 기간에 만들어진 지진공백역은 향후 지진을 겪을 가능성이 가장 높아 대지진의 전조라고 말하기도 한다. 하지만 이런 '지진 전조'라는 접근 방식에 대해서는 비판도 있다.
지진공백역은 제1종 공백역과 제2종 공백역 2개로 나눠져 있으며 일부 학자는 제3종 공백역을 주창하기도 한다. 모든 지진공백역을 이 2-3가지로 나눌 수 있는 것은 아니며 현재도 지진공백역을 설명하기 위한 시도가 계속 이루어지고 있다.

## 기준
지진공백역의 형태는 매우 다양하고 뚜렷한 정설이 없으며, 보편적인 기준이 없는 개념이었다. 하지만 미소지진의 관측 데이터가 쌓이면서 생긴 지진 목록을 가지고 통계적 기법을 사용하면서 정량적 분석을 할 수 있게 되었다. 예를 들어 비머와 바스(1994년)는 지진 활동의 변화량을 표준편차로 표준화한 Z값이라는 매개변수를 사용해 시계열 그래프나 공백화 지도를 그리는 방법을 개발했다. 1994년 이후로는 이 방법을 사용하는 연구자들이 있다.

## 종류
제1종 공백역
제1종 공백역은 띠 모양으로 가늘고 길게 늘어진 해구형지진이 일어나는 지역에서 주변에 대지진이 일어나고 있는데도 불구하고 지진이 거의 일어나지 않는 지역을 의미한다. 이를 "대지진의 갭"이라고도 부른다. 이 지역은 판에 강한 인장력이 걸러 있는 지역이라 나중에 이 힘이 한꺼번에 해소되면서 거대한 규모의 지진이 일어난다고 추정되는 곳이다.
제2종 공백역 (지진 활동 소멸 영역)
제2종 공백역은 지진이 자주 일어나는 지역에서 마치 구멍이 뚫린 듯이 지진이 거의 일어나지 않는 특정 지역을 의미한다. 평소에는 소규모 지진이 일어나지만 어느 순간 지진 활동이 극단적으로 적어저 사실상 소멸하는 지역이다. 이러한 모습은 마치 "지진 활동이 적은 지역"으로 보일 수 있기 때문에 "지진이 적거나 아에 일어나지 않는 안전지대"라고 오해받기도 한다.
제3종 공백역
일부 지진학자들은 제3종 공백역을 주장하기도 하지만 정확한 정의와 그 매커니즘은 통일되지 않았다. 제3종 공백역은 보통 중소규모의 지진이 일어나던 단층이나 단층대가 갑자기 지진이 일어나지 않는 것처럼 보이는 지역을 의미한다. 제1종 공백역과 제2종 공백역 2가지 성질을 모두 가진 공백역이다.

## 예시

### 미국 로마프리타 공백역
1989년 로마프리타 지진(규모 M6.9)이 발생하기 이전 샌앤드레이어스 단층의 해당 단층 세그먼트에서는 다른 곳에 비해 지진 활동이 훨씬 적었다. 1989년 지진의 본진과 여진은 이전의 지진공백역에서 발생했다.

### 러시아 쿠릴열도 중부 공백역
2004년 인도양 지진해일 발생 이후 태평양 주변 지진대의 지진공백역 조사 결과 쿠릴-캄차카 해구의 쿠릴 열도 중부 해역 구간이 지진이 일어날 가능성이 가장 높은 지역으로 주목받았다. 500 km 길이의 이 공백역은 1780년 이후 대지진이 발생하지 않았지만 공백역의 남북은 100년 간격으로 이동하는 단층이 존재한다. 결국 이 지역은 2006년 11월 15일 규모 M8.3의 2006년 쿠릴 열도 지진과 2007년 1월 13일 규모 M8.2의 2007년 쿠릴 열도 지진이 발생했다.

### 히말라야 중부 공백역
1905년에는 뉴델리 인근 서쪽에서, 1934년에는 동쪽에서 대지진이 일어났지만 600 km 길이의 중앙히말라야 지역은 1505년 로무스탕 지진 이후 한번도 단층 파열이 일어나지 않았다. 결국 이 지역은 2015년 4월 규모 M7.8의 대지진이 발생했다.

### 캐스케이디아 공백역
1700년 캐스케이디아 지진 이후 캐스케이디아 섭입대에서는 거의 지진이 발생하고 있지 않으며, 가장 가까이서 난 지진은 규모 M7.5의 1946년 밴쿠버 지진과 규모 M6.8의 2001년 니스퀄리 지진만 있다.

## 같이 보기
- 지진 예측